# Bláa Lónið
Die Bláa Lónið (deutsch Blaue Lagune) ist ein Thermalfreibad bei Grindavík auf der Reykjanes-Halbinsel auf Island. Sie liegt nahe der Hauptstadt Reykjavík und dem internationalen Flughafen in Keflavík und ist eine der meist besuchten Touristenattraktion in Südwest-Island.

## Salzwassersee und Thermalbad
Der See entstand als „Abfallprodukt“ des nahe gelegenen Geothermalkraftwerkes Svartsengi, da man 1969 bei Bohrungen ein so genanntes Hochthermalfeld entdeckt hatte, um Wärme-Energie des gleichnamigen Vulkansystems zu nutzen. Dort wird ein Gemisch aus Meer- und Süßwasser aus einer Tiefe von etwa 2000 Meter, das in dieser Tiefe bis zu 240 °C heiß wird, zur Oberfläche gepumpt, wo es zur Stromerzeugung und zum Betrieb eines Fernwärmenetzes verwendet wird. Anschließend fließt es in das umliegende Lavafeld. So bildete sich dort ein Salzwassersee in der typisch blau-weißen Farbe, die von Kieselalgen herrührt. Zuerst kam die lokale Bevölkerung auf die Idee, darin zu baden, bis schließlich das Thermalbad errichtet wurde. Dieses pumpt mittlerweile auch eigenes Thermalwasser aus der Erde. Einen besonderen Reiz hat das Baden in der Winterzeit.

Becken in der Blauen Lagune

Das Wasser im Thermalbad hat eine Temperatur von etwa 37 bis 42 °C und enthält Mineralsalze, Kieselerde und Algen. Der See hat eine Fläche von etwa 5000 Quadratmetern.
Kieselsäure erzeugt die blaue Farbe: Sie reflektiert vor allem blaue Strahlen bei Sonnenschein.
Baden in diesem Wasser lindert anerkanntermaßen Psoriasis (Schuppenflechte) und andere Hautkrankheiten. Neben den Thermalbädern werden auch Saunen, Massagen und Dampfbäder angeboten sowie eine Reihe von Schönheitsprodukten aus den im Wasser enthaltenen Salzen und Algen hergestellt.
Das Bad wurde 1999 mit dem Isländischen Umweltpreis ausgezeichnet. Aufgrund der stetig steigenden Besucherzahlen wurde es bis Ende Januar 2008 weiter ausgebaut. Architektin der gesamten Anlage ist Sigríður Sigþórsdóttir.

## Geologie und das Wasser
Das Lavafeld Illahraun, in dem das Thermalbad liegt, ist 1226 entstanden. Illahraun bedeutet auf Isländisch „Lava des Schreckens“, ein Name, der daher rührt, dass das Lavafeld so zerklüftet ist, dass es für Menschen praktisch unpassierbar war. Das hier genutzte Wasser besteht zu etwa 30 Prozent aus versickertem Süßwasser und zu 70 Prozent aus einströmendem Meerwasser von der nahen Küste. Der Salzgehalt beträgt etwa 2,5 Prozent. Das Wasser wird von der Restwärme des Magmas in ca. 2000 Meter Tiefe auf 240 °C aufgeheizt. Die genaue Zusammensetzung der gelösten Bestandteile beträgt:
- Kieselsäure: 251 mg/kg (= Massenkonzentration in 10−6)
- Natrium: 7.643 mg/kg
- Kalium: 1.177 mg/kg
- Kalzium: 1.274 mg/kg
- Magnesium: 0,6 mg/kg
- Kohlendioxid: 11,4 mg/kg
- Sulfat: 31,8 mg/kg
- Chlorid: 15.740 mg/kg
- Fluorid: 0,18 mg/kg
- insgesamt: 25.800 mg/kg (entspricht insgesamt etwa 2,6 % Salzgehalt, überwiegend Natriumchlorid)

Im Seewasser leben 200 Algenarten, darunter 60 Prozent vorher unbekannte Arten. Das Wasser wird ca. alle 40 Stunden erneuert.

## Schließung wegen seismischer Aktivitäten
Seit Beginn des Jahres 2023 gab es eine rege, vulkanische Aktivität in der Region der Blauen Lagune. Schließlich wurde am 9. November 2023 die Lagune nach mehreren Erdbeben geschlossen, und das Gebiet wurde weiterhin auf seismische Aktivitäten beobachtet. Die Wiedereröffnung erfolgte erst Mitte Januar 2024.
Im Jahr 2024 folgten weitere Ausbrüche an der Sundhnúkur-Kraterkette auf Grund dessen die Zufahrten auch 2024 mehrmals abgesperrt mussten und infolgedessen auch die Blaue Lagune geschlossen wurde. So wurde die Blaue Lagune erst am 16. Februar 2024 wieder eröffnet. Einen Monat später folgte die nächste Schließung, bevor sie am 11. April 2024 wieder eröffnet wurde. Weitere temporäre Schließungen folgten ab dem 29. Mai 2024 und 22. August 2024. Die letzte Schließung erfolgte am 21. November 2024. An dem Tag wurde auch der Parkplatz sowie ein Gebäude des Bads mit Lava bedeckt, die Becken blieben jedoch verschont. Das Bad öffnete am 9. Dezember 2024 wieder und hatte am darauf folgenden Wochenende auch wieder einen Parkplatz. Am 1. April 2025 wurde das Bad wegen eines immer stärker werdenden Erdbebenschwarm in der Region evakuiert und anschließend geschlossen.

## Klinik und Forschungszentrum
Abseits des Freibades etwa 500 Meter Richtung Wärmekraftwerk wurde zusätzlich ein Klinikkomplex mit 15 Doppelzimmern und eigenem Freibadebereich vor allem zur Behandlung von Schuppenflechte errichtet. Die Behandlung wurde von den isländischen, dänischen und faröischen Gesundheitsbehörden anerkannt.
Zwischen dieser Klinik und dem Kraftwerk wurde ein Forschungszentrum errichtet, in dem auch aus dem Wasser die löslichen Bestandteile und Algen zur Herstellung verschiedener Pflegeprodukte abgetrennt werden.

Blaue Lagune – schwimmender Badesteg, mit Beleuchtung auf Stehern, Sitzbank an Kiste, Temperaturfühler; hinten am heißen Zufluss steigt eine Wasserdampfwolkenfahne auf, dahinter Geothermiekraftwerk (Juli 2006)
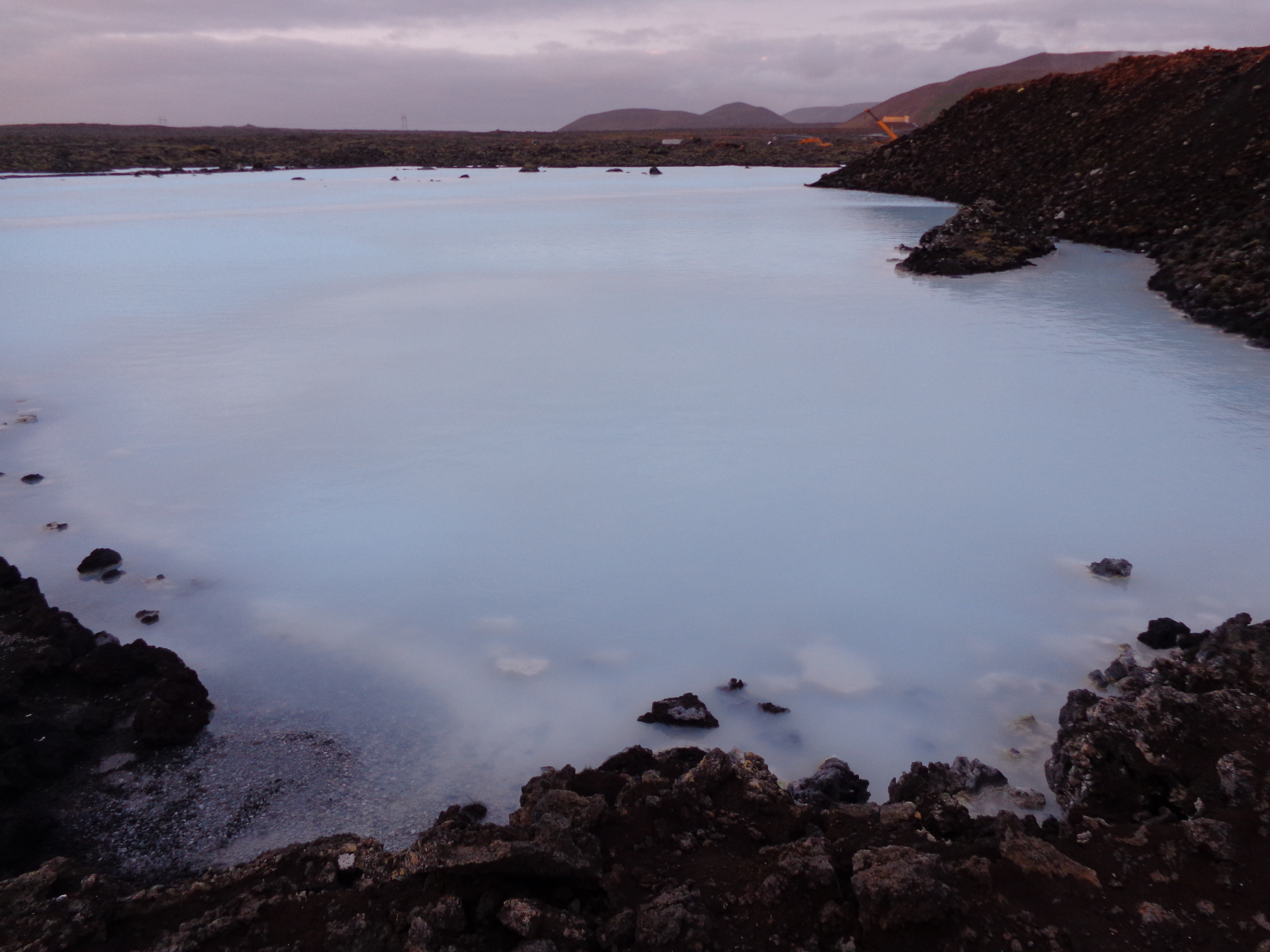
Blaue Lagune, mit Insel und Bogenbrücken mit Leuchten (März 2005)
Das Bad im Winter (April 2004)
Restaurantgebäude und schwimmender Badesteg (Juni 2008)